# Utriculofera leucogrammus
Utriculofera leucogrammus är en fjärilsart som beskrevs av Rothschild 1916. Utriculofera leucogrammus ingår i släktet Utriculofera och familjen björnspinnare. Inga underarter finns listade i Catalogue of Life.